# سیارک ۱۹۵۸۴
سیارک ۱۹۵۸۴ (به انگلیسی: 19584 Sarahgerin، نامگذاری:1999NZ6) نوزده هزار و پانصد و هشتاد و چهارمین سیارک کشف شده‌است که در ۱۳ ژوئیه ۱۹۹۹ کشف شد.
قدر مطلق سیارک برابر ۱۴.۸ است.